# Johannes Liessem
Johannes Liessem (* 1. November 1637 in Linz am Rhein; † 3. März 1698 in Steinfeld (Kall)) war ein Prior der Prämonstratenserabtei Steinfeld und Pfarrer von Marmagen.

## Leben
Am 24. Dezember 1657 trat er in den Steinfelder Konvent des Prämonstratenserordens ein. 1660 wurde er zum Diakon geweiht. 1661 besuchte er das Collegium Norbertinum der Prämonstratenser in Köln und bereitete sich hier auf die Priesterweihe Ende 1662 vor. Seine Primiz feierte er am 3. Februar 1663 im Prämonstratenser-Damenstift Dünnwald bei Köln.
Sein Wirken ist im „Konventualenverzeichnis der Abtei Steinfeld“ dokumentiert.
Als junger Diakon schickte der Steinfelder Abt Johannes Liessem nach Dünnwald in das dortige Prämonstratenser-Damenstift „zur Unterstützung des Chores und der Katechese“, wie es in der Steinfelder Abtchronik heißt. Dort verblieb er auch nach der Priesterweihe als stellvertretender Novizenmeister.
Während der Pestwelle 1665/66 in Köln war er „getreuer Kustos“ des Collegium Norbertinums, der Kölner Ausbildungsstätte seines Ordens. Im Jahre 1671 kehrte er nach Steinfeld zurück und trat 1671 das Amt des Subprior an. 1675 wurde er dort Vizemagister.
Am 2. Ostertag des Jahres 1677 wählte der Konvent ihn zum Prior der Abtei Steinfeld.
Nachdem der Marmagener Pfarrer Petrus Bodenheim 1679 zum Prior der  Prämonstratenserklosters Niederehe gewählt worden war und deshalb die Pfarrstelle in Marmagen verließ, wurde Johannes Liessem am 14. Mai des Jahres 1679 als neuer Pfarrer in Marmagen eingesetzt. Seine Investitur wurde vom Kölner Generalvikar und vom Archidiakon des Eifeldekanates, dem Propst des Münsterstiftes zu Bonn bestätigt. Unter Johannes Liessem nahmen Dorf und Pfarre Marmagen einen großen Aufschwung, wie ein Kirchenkassenbuch der Zeit belegt. In seine Zeit fallen die Erneuerung des Mühlenteiches und die Renovierung des Schulhauses. Mehr seelsorgerisch orientiert als sein Vorgänger, entwickelte sich ein vielfältiges geistig-kulturelles Leben.
Geprägt von schwerer Krankheit verzichtete Johannes Liessem 1697 auf seine Pfarrstelle in Marmagen und kehrte ins Kloster Steinfeld zurück. Er starb dort am 3. März 1698.